# Capizzone
Capizzone är en ort och kommun i provinsen Bergamo i regionen Lombardiet i Italien. Kommunen hade 12 414 invånare (2018).